# Вейо, Клод
Клод Вейо (фр. Claude Veillot, 29 сентября 1925 — 21 апреля 2008) — французский сценарист, писатель и журналист, автор научно-фантастической и детско-юношеской литературы.

## Биография
Творческая биография писателя началась с журналистики, он активно путешествовал по Сахаре по заданиям Le Journal d'Alger, этот опыт пригодился потом ему в написании приключенческого романа «Мы не поедем в Нигерию» (фр. Nous n'irons pas en Nigéria, 1962), экранизированного как «Сто тысяч долларов на солнце» (фр. 100000 dollars au soleil) Анри Вернёем, и переиздававшегося затем под этим названием. 
Первые фантастические произведения авторства Вейо были опубликованы в 1950 году. С 1960-х годов он получил известность как сценарист, большой успех имел его фильм «Старое ружьё» (фр. Le Vieux Fusil, 1975) режиссёра Робера Энрико.

## Творчество

### Общая характеристика
Для Вейо характерен рубленый простой стиль построения фраз и сюжета, который связывают с его журналистским прошлым.

### Сценарист
- 1964 — Сто тысяч долларов на солнце, режиссёр Анри Вернёй
- 1967 — Коплан спасает свою шкуру[фр.], Ив Буассе
- 1970 — Полицейский, Ив Буассе
- 1971 — Альбатрос[фр.], Жан-Пьер Моки
- 1971 : Прыжок ангела, Ив Буассе
- 1973 — R.A.S.[фр.], Ив Буассе
- 1975 — Старое ружьё, Робер Энрико
- 1975 — Надо жить опасно[фр.], Клод Маковски[фр.]
- 1977 — Следователь Файяр по прозвищу Шериф, Ив Буассе
- 1977 — Допрос с пристрастием, Лорен Хейнеманн[фр.]
- 1979 — Закусить удила[фр.], Лорен Хейнеманн
- 1980 — Женщина-полицейский[фр.], Ив Буассе
- 1981 — Шпион, встань[фр.], Ив Буассе
- 1982 — Шок, Робен Дави[фр.]
- 1982 — Стрельбы[фр.], Жан-Клод Мисьян[фр.]
- 1984 — Ночная стража[фр.], Жан-Клод Мисьян
- 1985 — L'Enigme blanche (телевизионный фильм)
- 1989 — Большой секрет[фр.]
- 1989 — Piège Infernal (телевизионный сериал)